# S-Bahn Salzburg
Die S-Bahn Salzburg ist ein Nahverkehrsprojekt im Großraum Salzburg, der EuRegio Salzburg – Berchtesgadener Land – Traunstein. Ihr S-Bahn-Netz besteht aus 5 Linien, ist seit 2004 teilweise in Betrieb und hat auf österreichischer Seite 2014 den vorläufigen Endausbau erreicht.

## Die Strecken
Das Streckennetz mit den fünf Linien wird von drei Betreibern bedient: Salzburg AG, Österreichische Bundesbahnen (ÖBB) und Bayerische Regiobahn (BRB).
| Linie           | Verlauf | Bahnstrecken                                                  | Betreiber                             | Fahrzeuge                   | Grundtakt     |
| --------------- | --- | ------------------------------------------------------------- | ------------------------------------- | --------------------------- | ------------- |
| S-Bahn Salzburg | Salzburg Lokalbahnhof – Lamprechtshausen                                                                                    | Salzburg–Lamprechtshausen                                     | Salzburg AG                           | SLB ET40/50                 | 30 min        |
| S-Bahn Salzburg | Lokalbahn-Express (LEX) (Salzburg Lokalbahnhof –) Bürmoos – Ostermiething                                                   | Salzburg–Bahnhof Lamprechtshausen Bürmoos–Ostermiething       | Salzburg AG                           | SLB ET40/50                 | 60 min        |
| S-Bahn Salzburg | Freilassing – Salzburg Hbf – Seekirchen - Straßwalchen (weiter als Regionalzug nach Attnang-Puchheim – Wels Hbf – Linz Hbf) | Rosenheim–Salzburg Wien–Salzburg                              | ÖBB                                   | ÖBB 4024 ÖBB 4744 (FLIRT 1) | 60 min        |
| S-Bahn Salzburg | (Saalfelden –) Schwarzach-St.Veit – Golling-Abtenau – Freilassing – Bad Reichenhall                                         | Wörgl–Salzburg Rosenheim–Salzburg Freilassing–Bad Reichenhall | ÖBB BRB (Freilassing–Bad Reichenhall) | ÖBB 4023 ÖBB 4024           | 30/60/120 min |
| S-Bahn Salzburg | Freilassing – Bad Reichenhall – Berchtesgaden Hbf                                                                           | Freilassing–Bad Reichenhall Bad Reichenhall–Berchtesgaden     | BRB                                   | FLIRT 1                     | 60 min        |

## Geschichte

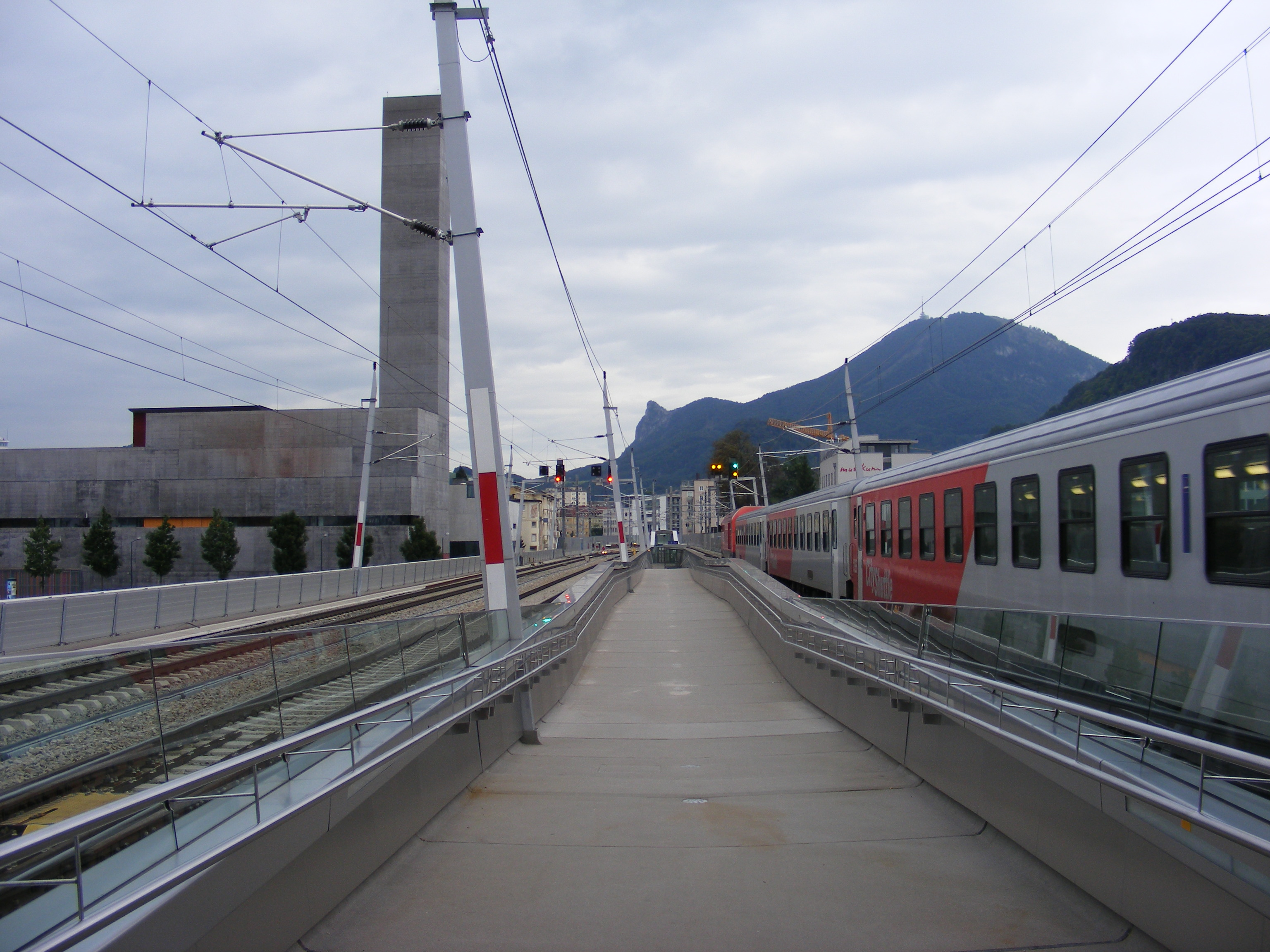
Oberbau der neu errichteten Eisenbahnbrücke im Salzburger Innenstadtbereich

Mit dem Bau der ersten Haltestelle des Westastes (Salzburg Taxham Europark) war im Frühjahr 2005 begonnen worden; die Station wurde im Juni 2006 in Betrieb genommen und erschließt mit dem Europark eines der größten Einkaufszentren Westösterreichs ebenso wie das Privatgymnasium der Herz-Jesu-Missionare, das EM-Stadion Salzburg und eine große Anzahl von Haushalten.

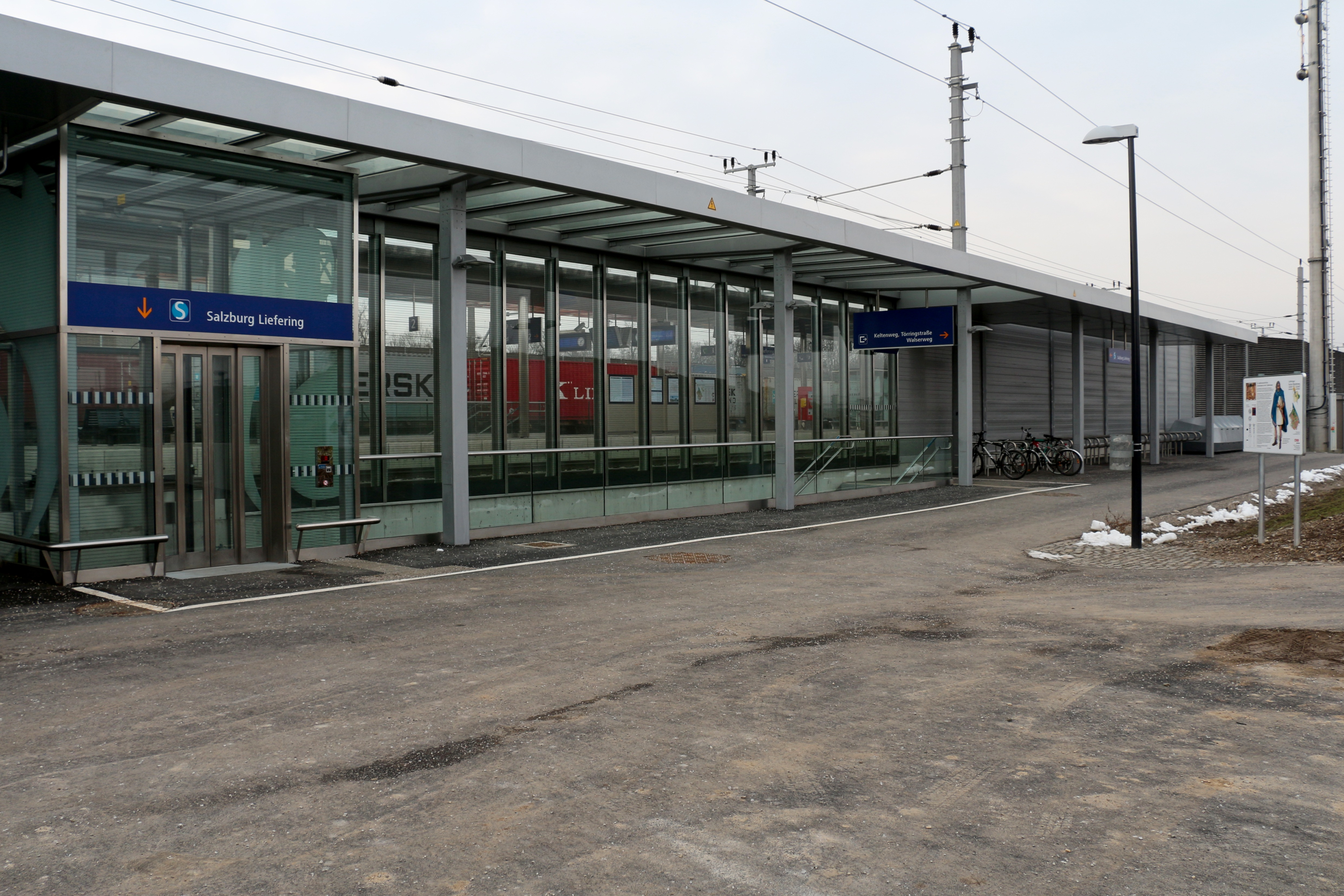
Haltestelle Salzburg Liefering

Im Herbst 2005 wurde mit dem Bau der Stationen Salzburg Mülln-Altstadt und Salzburg Aiglhof begonnen, welche am 12. Dezember 2009 eröffnet wurden. Damit erhielten auch die Salzburger Medizinische Universität (PMU) und das Landeskrankenhaus Salzburg Anschluss an das neue Nahverkehrssystem. Bei den beiden Haltestellen besteht Umsteigemöglichkeit zu städtischen Obussen, in Aiglhof auch zu einigen Regionalbuslinien.
Letztlich ging am 15. Dezember 2013 die Haltestelle Salzburg Liefering in Betrieb, mit der angrenzendes Siedlungsgebiet erschlossen wurde.
Von 2009 bis 2014 erfolgte ein kompletter Neubau des Hauptbahnhofs Salzburg. Mit der Schaffung von zusätzlichen Durchgangsgleisen für den übergeordneten Fernverkehr sowie einem eigenen S-Bahn-Bahnsteig wurde der Bahnhof in seiner Funktionalität deutlich verbessert; unter anderem bietet er nun vollständige Barrierefreiheit. Außerdem erhielt er durch die Errichtung einer Passage unter den Gleisen eine stadtteilverbindende Funktion (verbesserter Zugang vom Stadtteil Schallmoos). Der Bahnsteig für den S-Bahn-Verkehr (Gleise 8 und 9) ist auch vom naheliegenden Nelböckviadukt zugänglich.
Zum Fahrplanwechsel im Dezember 2014 wurde die S11 von Bahnhof Trimmelkam nach Ostermiething erweitert.
2017 wurde der fehlende Abschnitt (Salzburg Liefering bis Freilassing) des dritten Gleises zwischen Freilassing und Salzburg Hbf fertig gestellt. Seit Dezember 2017 wird dadurch auch die S2 stündlich bis Freilassing weitergeführt. Diese fährt dort – genauso wie die Züge der S3 – von einem neugebauten Inselbahnsteig (Gleise 96 und 97) ab.
Zum Fahrplanwechsel am 15. Dezember 2024 wurde die neue Station Seekirchen Stadt in Seekirchen am Wallersee in Betrieb genommen.

## Taktfahrplan

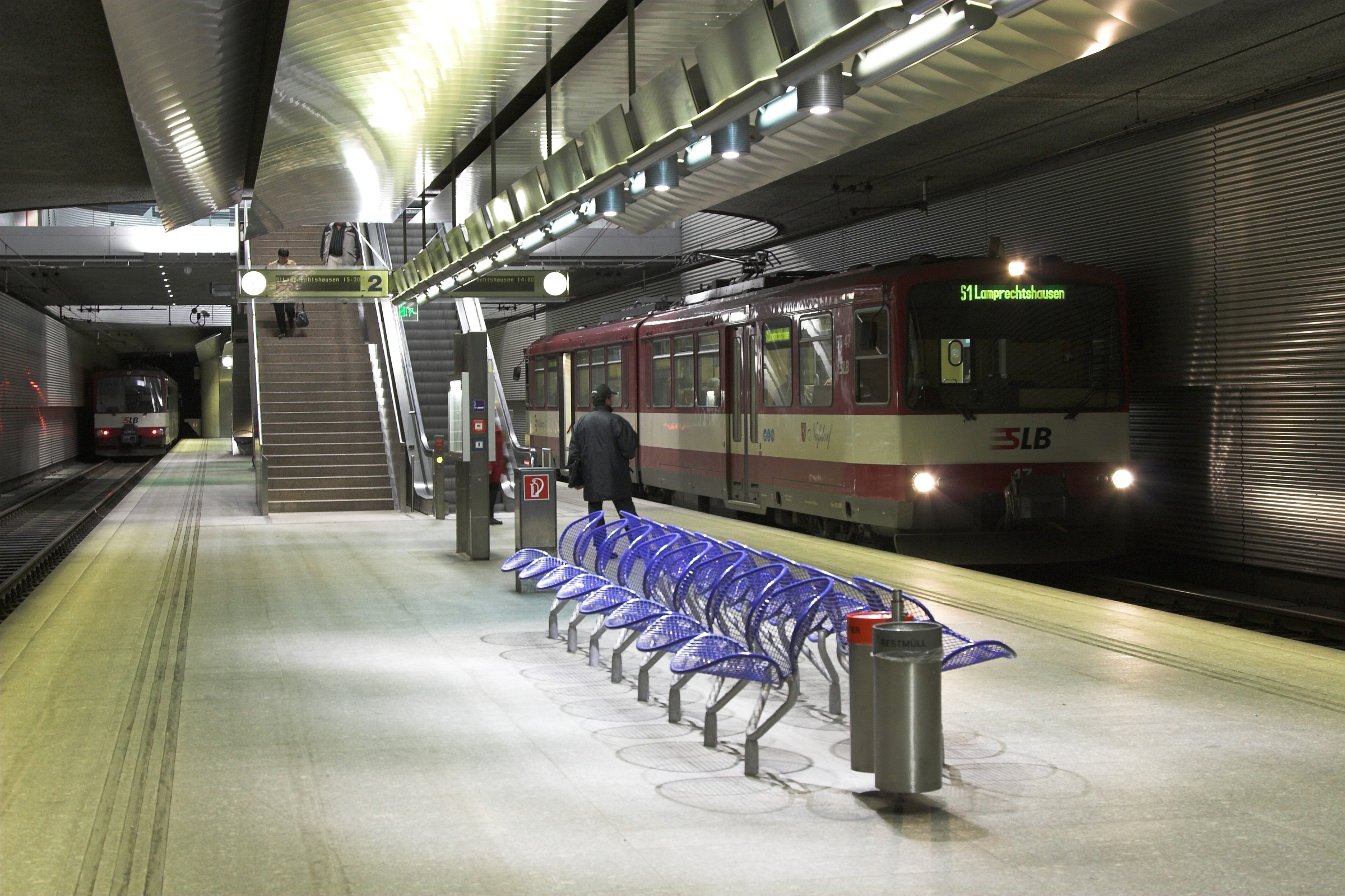
Der unterirdische Salzburger Lokalbahnhof

Die Züge verkehren auf der Linie S1 im 30-Minuten-Grundtakt (zur HVZ im 15-Minuten-Takt). Die Linien S2 (ergänzt durch Regionalzüge zum ungefähren 20/40-Takt) und S4 (von der S3 zwischen Freilassing und Bad Reichenhall ebenfalls zum groben 20/40-Takt verdichtet) werden im Stundentakt betrieben und die Linie S11, eine periphere Abzweigung der Linie S1, wird ebenfalls im Stundentakt befahren. Die S3 wird im Abschnitt Schwarzach-St.Veit–Freilassing–Bad Reichenhall halbstündlich bedient, zweistündlich bis Saalfelden. An Werktagen wird diese Linie zwischen Freilassing und Golling-Abtenau zum Halbstundentakt verdichtet.
Der Fahrplan der S1 ist nicht wie die anderen am Salzburger Hauptbahnhof verkehrenden Bahnlinien auf die in Mitteleuropa übliche Symmetriezeit abgestimmt. Von S2 und S3 zur S1 und umgekehrt treten dadurch Umsteigezeiten von 20 Minuten und mehr auf, was dem Grundgedanken eines integralen Taktfahrplans widerspricht.
Die meisten Züge der S2 werden als Regionalzug nach Wels Hbf bzw. von dort als Linie S2 der S-Bahn Oberösterreich nach Linz Hbf weitergeführt. Am Wochenende und Feiertagen werden einzelne S2-Züge als S4 nach Berchtesgaden (und umgekehrt) durchgebunden.

## Fahrzeuge

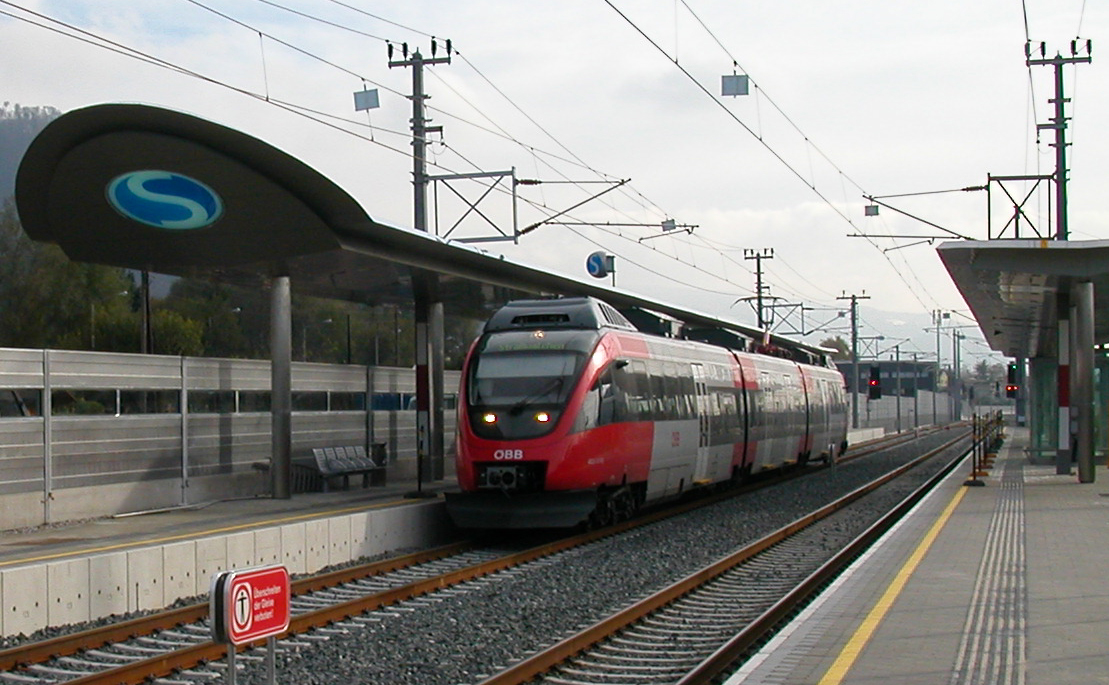
Garnitur der Reihe 4023 auf der S3 in Salzburg-Sam

Die von den ÖBB betriebenen Linien S2 und S3 werden mit Elektrotriebwagen vom Typ Talent, 11 dreiteiligen  Triebwagen der Reihe 4023 und 10 vierteiligen Triebwagen der Reihe 4024, betrieben.
Auf den Linien S1 und S11 setzt die Salzburg AG fünf zweiteilige und 13 dreiteilige Gleichstromtriebwagen der Reihe ET40/50 von SGP beziehungsweise Siemens ein.
Ab Dezember 2009 betrieb die BLB die Linie S4 zwischen Freilassing und Berchtesgaden; diese Verbindung wurde im Rahmen einer Neuausschreibung zum Fahrplanwechsel am 12. Dezember 2021 von der Bayerischen Regiobahn (BRB) übernommen. Es kommen fünf Triebwagen vom Typ Flirt zum Einsatz.
ÖBB und BLB teilten ab 2009 ihre Fahrzeuge. Bis Dezember 2017 wurden Talent-Triebwagen der ÖBB durch die BLB zwischen Bad Reichenhall und Freilassing eingesetzt, als auch Flirt-Triebwagen der BLB durch die ÖBB zwischen Freilassing und Golling-Abtenau. Dies ermöglichte trotz unterschiedlicher Betreiber der Strecken durchgängigen Verkehr zwischen Bad Reichenhall und Salzburg. Seit dem Fahrplanwechsel 2017 wird der Kilometerausgleich der BLB-Fahrzeuge (seit Dezember 2021 BRB-Fahrzeuge) aus betrieblichen Gründen auf der Regionalzuglinie Salzburg Hbf–Straßwalchen sowie vereinzelt auf derselben Strecke als S2 durchgeführt.
Seit Dezember 2017 setzen die ÖBB auf der S2 auch zwei Fahrzeuge des Typs Desiro ML (Reihe 4744) ein.

## Tarife
Die gesamte S-Bahn Salzburg ist in das Tarifsystem des Salzburger Verkehrsverbundes (SVV) integriert. Im Stadtgebiet von Salzburg (= innerhalb der sog. Kernzone) kann die S-Bahn somit mit denselben Fahrscheinen wie für Busse (Zeitkarten, 24-Stunden-Karten oder Einzelfahrscheinen) benützt werden. Fahrscheine des ÖBB-Tarifs (mit und ohne Vorteilscard) sind auch in den Zügen der S-Bahn Salzburg gültig, einschließlich des Einfach-Raus-Tickets. Aus Richtung Freilassing nach Salzburg fahrend gilt der Tarif der Deutschen Bahn AG ebenso als Übergangstarif bis Salzburg Hbf, nicht aber für Fahrten nur auf dem in Österreich liegenden Abschnitt zwischen Salzburg-Liefering und Salzburg Hbf. Das Bayern-Ticket und das Bayern-Ticket-Nacht, das Quer-durchs-Land-Ticket und das Deutschlandticket sowie auch die Freifahrt mit dem deutschen Schwerbehindertenausweis gelten von Deutschland kommend bis Salzburg Hauptbahnhof.
Fahrscheine sind an den Fahrscheinautomaten an den Stationen sowie in Tabaktrafiken erhältlich.

## Park and Ride
Im Netzwerk der S-Bahn Salzburg gibt es zahlreiche Möglichkeiten, vom Auto auf den Zug umzusteigen. An der Linie S2 existieren an den Bahnhöfen Seekirchen am Wallersee, Neumarkt am Wallersee (bis 09/2020: Neumarkt-Köstendorf) und Hallwang Elixhausen P&R-Stellplätze. Entlang der Linie S3 kann in Hallein, Puch bei Hallein, Bischofshofen und Schwarzach-St. Veit umgestiegen werden. Auf den von der Salzburg AG betriebenen Linien S1 und S11 können Fahrgäste an einer Vielzahl an Haltestellen P&R-Anlagen nützen. Insgesamt stellt die Salzburg AG mehr als 700 Stellplätze zur Verfügung.

## Ausbau & Planungen

### Linie S1/S11
Die Strecke zwischen Salzburg-Itzling und Bürmoos wird bis Ende 2027 in Abschnitten zweigleisig ausgebaut, so dass zur HVZ ein 15-Minuten-Takt in beiden Richtung möglich ist.

### Regionalstadtbahn Salzburg
Schon seit Jahren wird ein Innenstadttunnel von der bestehenden unterirdischen Endstation der S1 am Hauptbahnhof bis in den Süden der Landeshauptstadt diskutiert. Mit mehreren Stationen kann damit die Innenstadt Salzburgs erschlossen werden. Die Bahn soll in der Folge in der Alpenstraße wieder auftauchen und kann entlang dieser einen Teil der Universität Salzburg, mehrere Schulen sowie Wohngegenden und Gewerbegebiete erschließen.
Laut einer Studie seien die Kosten für das Projekt aufgrund der ungünstigen geologischen Verhältnisse nur sehr schwer zu kalkulieren. Die früher veranschlagten rund 1,5 Milliarden Euro standen für den damaligen Bürgermeister Heinz Schaden in keinem Verhältnis zu den eingesparten Autofahrten. Im Jahr 2018 wurde im Stadtsenat unter Bürgermeister Harald Preuner der Beschluss gefasst, als ersten Schritt die Lokalbahn bis zum Mirabellplatz zu verlängern. Planungen und Probebohrungen für den weiteren Verlauf sind im Gange. In einer im November 2024 durchgeführten Volksbefragung in Salzburg sowie den Umlandgemeinden im Flachgau und Tennengau entschied sich eine Mehrheit gegen die Umsetzung dieses Projektes. Damit ist das Projekt vorerst gescheitert.

### Stieglbahn und Salzkammergut-Lokalbahn
Als großes Potenzial wird auch die Einbindung der Stieglbahn mit einer Erschließung des Salzburger Flughafens gesehen. Die Strecke würde dabei nach der Station Salzburg Aiglhof vom Westast abzweigen und auf größtenteils bestehenden Gleisen durch Maxglan zum Flughafen geführt werden.
Seit Jahren wird seitens von Verkehrsaktivisten auch die Wiedererrichtung der Ischlerbahn als S5 in Richtung Eugendorf, Thalgau, Mondsee, Wolfgangsee und Bad Ischl angedacht. Um das Projekt voranzutreiben, gründeten die Bürgermeister von neun Anliegergemeinden im Jahre 2010 einen Verein. 2011 waren schon 29 Gemeinden dem Verein zur Förderung der RegionalStadtBahn beigetreten, lediglich der Salzburger Bürgermeister Heinz Schaden legte keinen Wert auf öffentlichen Verkehr auf dieser Strecke.